# 孙悟饭
孫悟飯 (日語：孫悟飯)，是日本漫畫作家鳥山明在漫畫《龍珠》及其改編的系列中登場的虛構角色。在《龍珠》中有兩位同名同姓的登場人物，分別是孫悟空的長子和孫悟空的養父，本項中是以前者進行記述。擔任悟飯的日本聲優是野澤雅子。原作中首次登場於第 17 卷『前所未有的恐怖』其之百九十六「卡洛特」，動畫則於《七龍珠Z》第 1 話「迷你悟空是小少爺！我是悟飯」首次登場。

## 人物
身高176cm (成人時)、體重61kg (成人時)。艾紀757年出生。興趣是讀書、釣魚、研究。不挑食。喜歡的交通工具是豪華房車。
在第 23 屆天下第一武道會後結婚的悟空和琪琪生下的兒子，因為孫悟空跑去修行而不知道孫悟飯出生，貝吉達一聽嘲諷他是差勁父親，是賽亞人和地球人的混血兒，容貌與父親相似，髮型時常改變。
悟飯這個名字，是來自悟空的養父·孫悟飯而命名。在動畫原創《七龍珠Z》第 171 話「秘密的力量! 悟飯嬰兒的時候」中，悟空回憶悟飯在嬰兒時期的場景，琪琪和牛魔王提出了很多名字，一直哭鬧的悟飯聽到“飯”這個詞後很開心，因此悟空提出了這個名字。
童年時期的悟飯由於琪琪的緣故，悟空一直沒有辦法傳授武功，悟飯在陷入絕境時會發揮强大的力量。悟飯不喜歡戰鬥，和父親悟空不同，在和賽魯遊戲的戰鬥中也吐露這件事。但是在艾吉 774年參加第 25 屆天下第一武道會的時候，悟飯發言說“好！我也想奪冠軍”。在電影動畫《七龍珠Z 銀河面臨危機!!身手不凡的高手》中舉行的天下第一大武道大會上，也以自己的意願出場希望得到優勝。
童年時代接受嬌生慣養的教育，認為在今後和平的時代不需要武術的母親琪琪，希望盡可能地在包子山的老家過著以學習為中心的生活，造就悟飯喜歡撒嬌、膽小的愛哭鬼的個性。不過，在拉帝茲襲來之後，經過比克嚴厲修行改善這個性格。由於從小住家附近沒有學校可以就讀，所以在家裡自學及接受通訊教育。在 16 歲那年因為母親琪琪覺得光是這樣是不夠的，要悟飯前往撒旦市橘子星高中就讀。入學考試中，悟飯的數學、化學、物理、歷史、國語、外國語都得到滿分。體育方面，在棒球比賽中，本壘打也展現超人的跳躍力，原本打算輕輕地投出的球也瞬間變成了觸身球。
在原作《七龍珠》的「魔人普烏篇」裡，青年的孫悟飯接受老界王神的潛在能力開發訓練後成為終極悟飯（日文年：アルティメット悟飯），不需要經過變身超級賽亞人就擁有凌駕於同時期超級賽亞人３悟天克斯的實力。據說在原作《七龍珠》全部的519話裡面，孫悟飯是單一個體中實力最強大的七龍珠戰士。
《七龍珠超》悟飯宇宙生存的力量大會擔當第七宇宙代表、提拔戰士的領導人。
《七龍珠GT》悟飯成為一名專於研究的學者，一方面和他的妻子維黛兒扶養小芳與維持家庭。
孫悟飯這個角色，在那美克星篇時期以鳥山明漫畫為對象的角色人氣投票中為第 5 名。在賽魯遊戲時進行的人氣投票中，悟飯獲得了第1名。魔人普烏篇時進行的投票中，排名第6名。連載結束後發售的『ドラゴンボール完全版公式ガイド Dragonball FOREVER 人造人間編〜魔人ブウ編 ALL BOUTS & CHARACTERS』投票中排名第 3 名另外，在該書的最佳戰鬥投票中，悟飯對抗賽魯的戰鬥排在第 2 名，僅次於悟空對弗利沙。

### 性格

#### 童年時期及少年時期
悟飯從小就是個性單純的人，和父親悟空一樣能乘坐筋斗雲上。
悟空第一次帶悟飯拜訪龜仙屋的時候，布瑪：「哇！悟空的孩子竟然這麼有禮貌」。比克說“快脫掉上衣!”的時候，悟飯也把衣服疊得很整齊。和祖父與父母不同，悟飯對自己的雙親也經常使用敬語。到那美克星篇為止沒有對敵方的貝吉達使用敬語，直到人造人賽魯篇之後，悟飯開始對貝吉達使用了敬語。對於克林、飲茶、天津飯、餃子、未來的特南克斯等，也同樣使用了敬語。雖然被丹丹稱為“悟飯さん”，但悟飯卻對丹丹不使用任何敬語。
悟飯面對母親從不敢抬頭，那美克星篇結束的時候因為沒做作業，所以擔心被念被的事不安。青年時代也戰戰兢兢地向母親試探參加天下第一武道會的請求。但是，在那美克星篇中，悟飯說想去那美克星球，想靠自己的雙手讓比克復活，而琪琪頑固地反對的時候，悟飯怒吼著“吵死了”讓場面沉默。
為當時幼年時期悟飯配音的日本聲優野澤小姐：「悟飯給人一種軟弱的感覺，讓人覺得“看起來他是一個"必須要被保護的孩子"，當他逐漸成長茁壯的時候，我想他就會有驚人的表現”

#### 青年時期之後
青年時代的悟飯是認真和善的資優生，有時也會出現天然呆的情況。對於琪琪、布瑪、維黛兒等性格強勢的女性，有時會抬不起頭來。布瑪說：“太大意了，還真是繼承了你父親的血統。”
剛入學期間過著隱瞞自己超人般力量的生活，被同學夏普納邀請去拳擊社，但是因為學校離家很遠，所以悟飯拒絕了。悟飯懂得體貼他人，受到孫悟天和特南克斯的仰慕，教授維黛兒學會控制氣和舞空術，到了天下第一武道會的時候兩人關係變得更好。青年時代的悟飯以金色的戰士和賽亞超人變身維護撒旦市的治安。
在原作結尾，悟飯成為童年時代一直夢想的學者。第 28 屆天下第一武道會沒有參加。悟空强行讓悟天參加武道會，但是卻沒有提到要讓悟飯參加，只是由撒旦先生起初安排了一個令人尷尬的觀看比賽位置時，悟飯卻說道：「早知如此我也參加比賽」。悟飯在賽亞人篇中向比克說“我不想當武道家，我想成為了不起的學者”。比克回道“那種事情等打敗賽亞人之後成為學者就好了”。在Z篇接近結尾時，比克對於悟飯在賽魯遊戲篇後再也沒有修行一事，也沒有提出不滿；但在龍珠超超級英雄篇中，比克不但對悟飯不會居安思危的態度不滿，還對他只埋頭工作，連女兒小芳都疏於照顧非常火大。

#### 人造人未來篇
在另一個時空（未來特蘭克斯所屬的時空），孫悟空因突發病毒性心臟病去世。在孫悟空過世半年後，人造人17號、18號出現，並大肆破壞，此時所有的Z戰士奮起反抗，悟飯和布瑪為了拯救大家緊急找尋龍珠（《龍珠超》漫畫解釋此時龍珠被皮拉夫三人組使用變年輕【結果變成嬰兒模樣】），此時比克等Z戰士已經陣亡，希望破滅。動畫原創特別篇中只剩下龜仙人、烏龍、普爾、海龜不得不躲在潛水艇之內避難。因為比克的死亡，龍珠也消失了，大家無法復活，世界就這樣被人造人推入了恐怖深淵，並持續過了13年。而這段期間，悟飯也回想起，比克以及克林死亡後，因為憤怒，變身成為超級賽亞人，並決心要將人造人擊敗。
爾後，孫悟飯走上了和人造人對抗的路途。某天青年特南克斯自告奮勇對抗人造人，並飛向人造人所在地，但到達時城市已遭破壞。不過卻遇到長大的悟飯，在特南克斯的請求下，孫悟飯對特蘭克斯進行訓練，希望他變成超級賽亞人，但是還沒有成功，有一次他們與人造人作戰中受了重傷，孫悟飯的左臂斷了，卻把最後的仙豆給了特南克斯，自己倒下了。傷好了不久，人造人再次襲擾，他將特南克斯打暈。自己一人獨自去單挑人造人，最終壯烈犧牲，特南克斯因此憤怒，變身成功。（漫畫番外篇中特南克斯小時候就能變身超級賽亞人）

## 經歷
757年5月18日（0歲）：孫悟飯出生
761年（4歳）：與悟空來到龜仙島時被伯父拉帝茲當人質，之後從宇宙船跳出來給予拉帝茲重擊。比克發現了悟飯身上的潛在力量所以把他帶走，悟飯在荒野中獨自生存了半年。
762年（5歳）：達爾與那霸來到地球，和悟空等人擊敗了達爾。之後和布瑪及克林前往那美克星找尋七龍珠替死去的同伴復活那美克星的大長老激發他與克林的力量。和基紐特戰隊、弗力札對抗。
764～767年（7歳～10歲）：從未來特南克斯知曉三年後即將發生的事後他和悟空與比克為三年後人造人17號與18號的出現做準備。
767年（10歲～11歳）：和悟空進入精神時光屋修行，在悟空的指導下成功領悟到傳說的戰士「超級賽亞人」的變身。後來在賽魯遊戲中，因為人造人16號死亡使他變身超級賽亞人2打敗賽魯。弟弟孫悟天出生。
774年（18歳）：因為母親琪琪的提議來到橘子星高中上學。悟飯偽裝成「超級賽亞超人」打擊犯罪，結交未來的妻子碧兒，教導碧兒學會使用「氣」。他前往界王神界拔出傳說中的“Z寶劍”，此時十五代的老界王神被解救出來替悟飯釋放潛在力量，在一般狀態下就能擁有超越超級賽亞人3的巨大力量超越超級賽亞人3的悟天克斯。
776年（20歳）：參加撒旦先生的酒店開業典禮。
779年（23歳）：與碧兒結婚，女兒小芳出生。
784年（28歳）：完成從小的夢想「學者」，一家三口住在獨棟的建築過著幸福美滿的家庭生活。
789年（33歳）：《七龍珠GT，平行時空》在房間專心學者研究事業。後來在得知父親悟空因為終極七龍珠變成小孩，決定也一起上宇宙船找尋七龍珠。但是被達爾為了讓疏於修煉的孫悟天與特南克斯與孫悟空同行為由而拒絕了。9個月後在與悟天貝比的戰鬥中不幸被茲夫爾人貝比寄生。（動畫原創）
790年（34歳）：《七龍珠GT，平行時空》地球爆炸的前夕，比克利用心電感應與他告別。後來與其他同伴聯手將從地獄逃出來的惡棍打敗。（動畫原創）

## 與比克的師徒關係
悟飯是讓比克從一個比克大魔王身份，變成守護地球的主因之一。在賽亞人篇比克護著悟飯死去的時候，流著淚訴說「都是你們父子害的...我被你們的天真傳染了」悟飯是比克這輩子第一個能好好交談的人。
在前往那美克星球的太空船上，悟飯主動穿上從比克那裡得到的衣服說著「對！比克叔叔就像我爸爸一樣值得尊敬的人」。在賽魯篇中，悟飯從精神時光屋裡變成超級賽亞人，比克感歎道“啊，那是悟飯嗎？簡直判若兩人”。悟飯主動提出想穿著和比克一樣的衣服「我就送你一套帥氣的衣服」。
當悟飯被問到賽魯遊戲結束後，可以來到天界找比克時，悟飯露出了笑容，並在魔人普烏篇的天下第一武道會上被界王神吉比特要求在觀眾面前成為超級賽亞人的時候，悟飯首先請示比克，比克一致點頭同意要悟飯變身。。為了不暴露悟飯是當年賽魯遊戲篇電視直播上的金髮不良少年，比克把電視直播弄壞。當眾人認為悟飯已經被普烏殺害的時候，比克說道：“悟飯的事，很遺憾…等你(悟空)回陰界，幫我向他問好。”悟空對比克說年：“我想他(悟飯)死後最遺憾的就是不能和你見面了吧!”。
在電影動畫《七龍珠Z 復活的「F」》中，比克在悟飯夫婦外出時被委任照顧女兒小芳的任務；而在《龍珠超》中，比克甚至開始鍛練小芳，並說小芳的實力比同年齡時的悟飯更強。另外，平時住在悟飯家附近每天和悟飯夫婦一起吃晚飯等，就像親屬一樣的關係。看到比克與西薩米的戰鬥，比克陷入苦戰，悟飯立刻變身成為超級賽亞人擊敗西薩米。
在《七龍珠GT》第 40 話「地球爆炸，比克重大的決定」面對即將爆炸的地球，由於比克揹負終極七龍珠的責任，決定留下來與地球接受相同的命運令終極七龍珠變成石頭。在臨死前比克用心電感應，將手放在悟飯的肩膀上道別。
為悟飯配音的日本聲優野澤小姐提出除了悟空以外，另一個喜歡的人物是比克。野澤說道年：“最初覺得他很可惡，是個很討厭的傢伙，但是漸漸地變成善良的好人。”

## 家谱
| 巴达克 | 巴达克 | 巴达克 | 巴达克 | 巴达克 | 巴达克 |        |        | 姬内   | 姬内   | 姬内 | 姬内 | 姬内 | 姬内 |  |  | 孙悟饭 (义祖父)   | 孙悟饭 (义祖父)   | 孙悟饭 (义祖父)   | 孙悟饭 (义祖父)   | 孙悟饭 (义祖父)   | 孙悟饭 (义祖父)   |  |  | 牛魔王 | 牛魔王 | 牛魔王 | 牛魔王 | 牛魔王 | 牛魔王 |  |  | 撒旦先生 | 撒旦先生 | 撒旦先生 | 撒旦先生 | 撒旦先生 | 撒旦先生 |        |        | 姓名不详 | 姓名不详 | 姓名不详 | 姓名不详 | 姓名不详 | 姓名不详 |  |  |  |  |
| 巴达克 | 巴达克 | 巴达克 | 巴达克 | 巴达克 | 巴达克 |        |        | 姬内   | 姬内   | 姬内 | 姬内 | 姬内 | 姬内 |  |  | 孙悟饭 (义祖父)   | 孙悟饭 (义祖父)   | 孙悟饭 (义祖父)   | 孙悟饭 (义祖父)   | 孙悟饭 (义祖父)   | 孙悟饭 (义祖父)   |  |  | 牛魔王 | 牛魔王 | 牛魔王 | 牛魔王 | 牛魔王 | 牛魔王 |  |  | 撒旦先生 | 撒旦先生 | 撒旦先生 | 撒旦先生 | 撒旦先生 | 撒旦先生 |        |        | 姓名不详 | 姓名不详 | 姓名不详 | 姓名不详 | 姓名不详 | 姓名不详 |  |  |  |  |
|        |        |        |        |        |        |        |        |        |        |      |      |      |      |  |  |                   |                   |                   |                   |                   |                   |  |  |        |        |        |        |        |        |  |  |          |          |          |          |          |          |        |        |          |          |          |          |          |          |  |  |  |  |
|        |        |        |        |        |        |        |        |        |        |      |      |      |      |  |  |                   |                   |                   |                   |                   |                   |  |  |        |        |        |        |        |        |  |  |          |          |          |          |          |          |        |        |          |          |          |          |          |          |  |  |  |  |
|        |        |        |        | 拉帝兹 | 拉帝兹 | 拉帝兹 | 拉帝兹 | 拉帝兹 | 拉帝兹 |      |      |      |      |  |  | 孙悟空 (卡卡罗特) | 孙悟空 (卡卡罗特) | 孙悟空 (卡卡罗特) | 孙悟空 (卡卡罗特) | 孙悟空 (卡卡罗特) | 孙悟空 (卡卡罗特) |  |  | 芝芝   | 芝芝   | 芝芝   | 芝芝   | 芝芝   | 芝芝   |  |  |          |          |          |          |          |          |        |        |          |          |          |          |          |          |  |  |  |  |
|        |        |        |        | 拉帝兹 | 拉帝兹 | 拉帝兹 | 拉帝兹 | 拉帝兹 | 拉帝兹 |      |      |      |      |  |  | 孙悟空 (卡卡罗特) | 孙悟空 (卡卡罗特) | 孙悟空 (卡卡罗特) | 孙悟空 (卡卡罗特) | 孙悟空 (卡卡罗特) | 孙悟空 (卡卡罗特) |  |  | 芝芝   | 芝芝   | 芝芝   | 芝芝   | 芝芝   | 芝芝   |  |  |          |          |          |          |          |          |        |        |          |          |          |          |          |          |  |  |  |  |
|        |        |        |        |        |        |        |        |        |        |      |      |      |      |  |  |                   |                   |                   |                   |                   |                   |  |  |        |        |        |        |        |        |  |  |          |          |          |          |          |          |        |        |          |          |          |          |          |          |  |  |  |  |
|        |        |        |        |        |        |        |        |        |        |      |      |      |      |  |  | 孙悟饭            | 孙悟饭            | 孙悟饭            | 孙悟饭            | 孙悟饭            | 孙悟饭            |  |  | 孙悟天 | 孙悟天 | 孙悟天 | 孙悟天 | 孙悟天 | 孙悟天 |  |  |          |          |          |          | 比迪丽   | 比迪丽   | 比迪丽 | 比迪丽 | 比迪丽   | 比迪丽   |          |          |          |          |  |  |  |  |
|        |        |        |        |        |        |        |        |        |        |      |      |      |      |  |  | 孙悟饭            | 孙悟饭            | 孙悟饭            | 孙悟饭            | 孙悟饭            | 孙悟饭            |  |  | 孙悟天 | 孙悟天 | 孙悟天 | 孙悟天 | 孙悟天 | 孙悟天 |  |  |          |          |          |          | 比迪丽   | 比迪丽   | 比迪丽 | 比迪丽 | 比迪丽   | 比迪丽   |          |          |          |          |  |  |  |  |
|        |        |        |        |        |        |        |        |        |        |      |      |      |      |  |  |                   |                   |                   |                   |                   |                   |  |  |        |        |        |        |        |        |  |  |          |          |          |          |          |          |        |        |          |          |          |          |          |          |  |  |  |  |
|        |        |        |        |        |        |        |        |        |        |      |      |      |      |  |  |                   |                   |                   |                   |                   |                   |  |  |        |        |        |        |        |        |  |  |          |          |          |          |          |          |        |        |          |          |          |          |          |          |  |  |  |  |
|        |        |        |        |        |        |        |        |        |        |      |      |      |      |  |  |                   |                   |                   |                   | 小芳              |                   |  |  |        |        |        |        |        |        |  |  |          |          |          |          |          |          |        |        |          |          |          |          |          |          |  |  |  |  |
|        |        |        |        |        |        |        |        |        |        |      |      |      |      |  |  |                   |                   |                   |                   |                   |                   |  |  |        |        |        |        |        |        |  |  |          |          |          |          |          |          |        |        |          |          |          |          |          |          |  |  |  |  |
|        |        |        |        |        |        |        |        |        |        |      |      |      |      |  |  |                   |                   |                   |                   | 3代不明           |                   |  |  |        |        |        |        |        |        |  |  |          |          |          |          |          |          |        |        |          |          |          |          |          |          |  |  |  |  |
|        |        |        |        |        |        |        |        |        |        |      |      |      |      |  |  |                   |                   |                   |                   |                   |                   |  |  |        |        |        |        |        |        |  |  |          |          |          |          |          |          |        |        |          |          |          |          |          |          |  |  |  |  |
|        |        |        |        |        |        |        |        |        |        |      |      |      |      |  |  |                   |                   |                   |                   | 孙悟空Jr.         |                   |  |  |        |        |        |        |        |        |  |  |          |          |          |          |          |          |        |        |          |          |          |          |          |          |  |  |  |  |